# Juran Mizohata
Juran Mizohata –en japonés, 溝畑樹蘭, Mizohata Juran– (20 de abril de 1998) es un deportista japonés que compite en natación. Ganó una medalla de bronce en el Campeonato Pan-Pacífico de Natación de 2018, en la prueba de 4 × 100 m libre.

## Palmarés internacional
| Campeonato Pan-Pacífico | Campeonato Pan-Pacífico | Campeonato Pan-Pacífico | Campeonato Pan-Pacífico |
| Año                     | Lugar                   | Medalla                 | Prueba                  |
| ----------------------- | ----------------------- | ----------------------- | ----------------------- |
| 2018                    | Tokio (Japón)           | Medalla de bronce       | 4 × 100 m libre         |